# Phasmoneura janirae
Phasmoneura janirae är en trollsländeart som beskrevs av Lencioni 1999. Phasmoneura janirae ingår i släktet Phasmoneura och familjen Protoneuridae. Inga underarter finns listade i Catalogue of Life.